# معركة سوق أهراس الكبرى
قالب:Campaignbox Algerian War
معركة سوق أهراس الكبرى مجموعة من العمليات العسكرية بدأت بشكل رئيسي على الحدود الجزائرية التونسية خلال الحرب الجزائرية، من 21 يناير إلى 28 مايو 1958، من وحدات المظليين من الجيش الفرنسي. من خط موريس من مقاتلي جيش التحرير الوطني الجزائري، الفرع العسكري لجبهة التحرير الوطني الجزائرية.